# Jaime de Alloza y Menacho
Jaime de Alloza (o Allosa) y Menacho (Lima, 1582-5 de enero de 1635), fue un sacerdote criollo de origen aragonés, que ocupó altos cargos académicos en el Virreinato del Perú. Rector de la Universidad de San Marcos y obispo electo de Santiago de Chile.

## Biografía
Sus padres fueron el zaragozano Miguel Benito de Alloza y Oliván, familiar del Santo Oficio de Lima, y la limeña Leonor Menacho de Morales. Hermano mayor de Rodrigo (también rector sanmarquino) y de Juan de Alloza y Menacho, venerable jesuita. Hizo estudios de latinidad en el Real Colegio de San Martín y los prosiguió en la Universidad de San Marcos, donde obtuvo los grados de Doctor en Leyes y Cánones. 
Ocupando el cargo de cura rector de la catedral de Lima, fue elegido rector de la Universidad (1631). Durante su gestión revalidó un antiguo acuerdo sobre la instrucción médica (1576), logrando convencer al virrey Conde de Chinchón para proveer las rentas de las cátedras de Prima y Vísperas de Medicina.
Vacante la canonjía magistral en el cabildo metropolitano, se presentó a las oposiciones, pero no tuvo éxito (1633). No obstante fue elegido obispo de Santiago de Chile, pero falleció sin haberse consagrado.
| Predecesor: Juan del Campo Godoy | Rector de la Universidad de San Marcos 1631-1632 | Sucesor: Diego de Orozco y Espinar |